# Santamartasabelvleugel
De santamartasabelvleugel (Campylopterus phainopeplus) is een vogel uit de familie Trochilidae (kolibries). Het is een bedreigde, endemische vogelsoort in noordoostelijk Colombia.

## Kenmerken
De vogel is 13 cm lang; het is een glanzend groene kolibrie met een stevige zwarte snavel. De soort lijkt sterk op Buffons pluimkolibrie, maar die heeft een kortere staart en witte onderstaartdekveren. Bovendien komt deze soort in het laagland voor.

## Verspreiding en leefgebied
Deze soort is endemisch in noordoostelijk Colombia in de Sierra Nevada de Santa Marta. De vogel verblijft in het droge seizoen tussen de 1200 en 1800 m boven zeeniveau aan de randen van vochtig regenwoud, maar ook in plantages van bananen en koffie. In het natte seizoen zoekt de vogel het hoger op in open landschap tot de sneeuwgrens op 4800 m bovenzeeniveau.

## Status
De santamartasabelvleugel heeft een beperkt verspreidingsgebied en daardoor is de kans op uitsterven aanwezig. Er is bijna niets bekend over deze vogel en de laatste keer dat deze vogel met zekerheid is gezien was in 2010. De totale populatie wordt geschat op slechts 1-50 volwassen vogels. Om deze redenen staat deze soort als kritiek op de Rode Lijst van de IUCN.